# 天神社 (さいたま市緑区寺山)
天神社（てんじんしゃ）は、埼玉県さいたま市緑区の神社。

## 歴史
創建年代は不明である。ただ当地の地名「寺山」は、かつて「極楽寺」があったことに由来し、1590年（天正18年）の岩付城の戦いの兵火で廃寺、その後に村が形成されたことから、江戸時代初期に創建されたものと推測される。
「覚蓮寺」が別当寺であった。覚蓮寺は995年（長徳元年）に開山された修験道本山派の寺院であったが、明治初期の神仏分離により、廃寺に追い込まれた。
1873年（明治6年）、近代社格制度に基づく「村社」に列せられた。

## 交通アクセス
- 路線バス浦和学院高校入口停留所より徒歩7分。